# العريبة (الزاهر)

تعديل مصدري - تعديل

العريبة هي إحدى قرى عزلة الزاهر بمديرية الزاهر التابعة لمحافظة البيضاء، بلغ تعداد سكانها 538 نسمة حسب تعداد اليمن لعام 2004.